# Hirvsalö
Hirvsalö är en ö i Finland. Den ligger i Finska viken och i kommunen Lovisa i den ekonomiska regionen  Lovisa i landskapet Nyland, i den södra delen av landet. Ön ligger omkring 67 kilometer öster om Helsingfors.
Öns area är 36,1 hektar och dess största längd är 1,4 kilometer i nord-sydlig riktning.